# لوسيفر

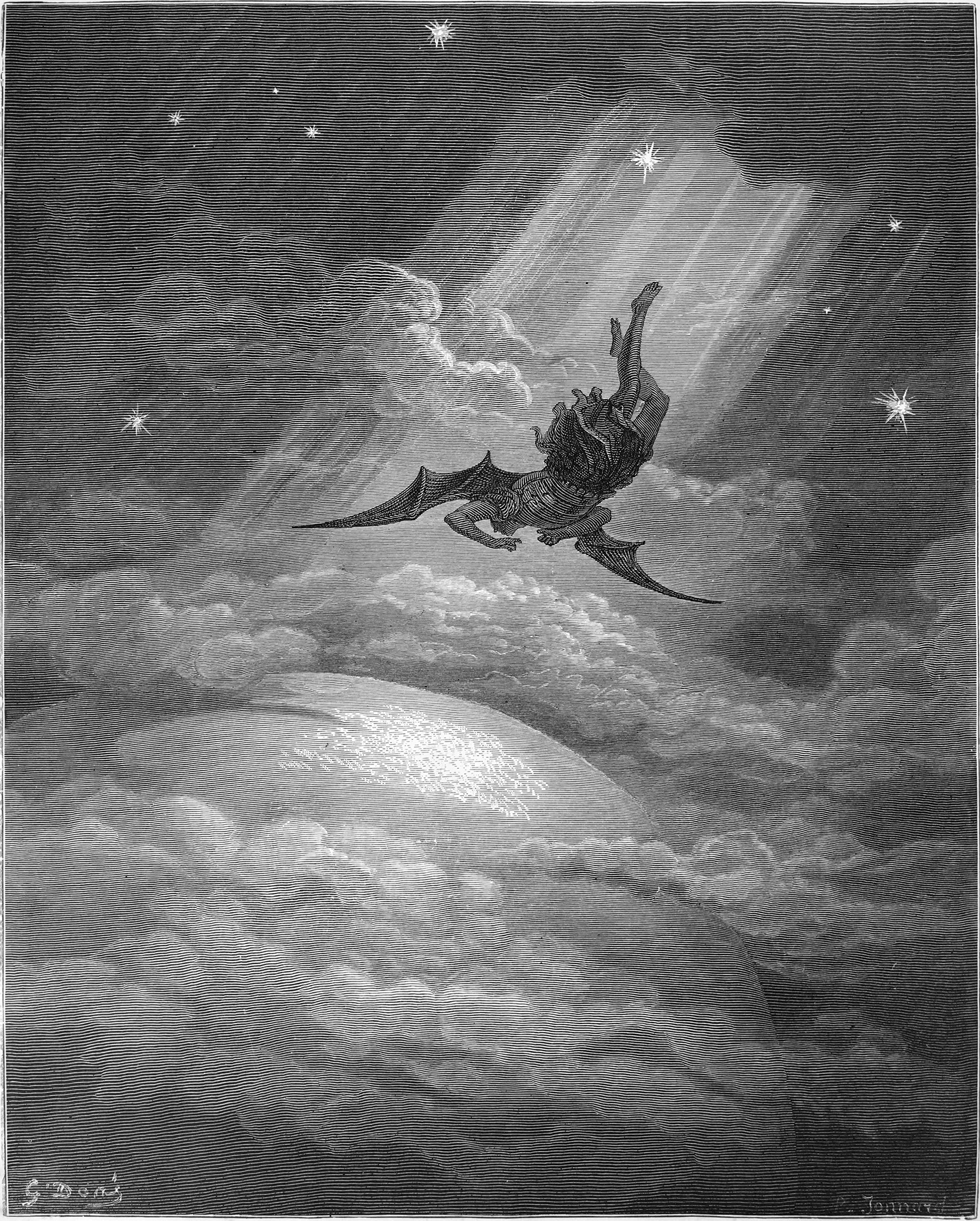
سقوط لوسيفر لوحة لجوستاف دور

لوسيفر (باللاتينية: Lucifer) كلمة لاتينية تعني «حامل الضوء» (من «lux, lucis» بمعنى «ضوء»، و«ferre» بمعنى «يحمل، يجلب») مصطلح فلكي روماني يشير إلى «كوكب النهار»، كوكب الزهرة المضيء. كلمة لوسيفر ترجمة مباشرة للأصل الإغريقي الذي يعني «حامل الفجر»، والعبري هيليل الذي يعني «المضيء» ويحمل نفس المعنى الميثولوجي لسارق النار من أجل البشر، بروميثيوس.

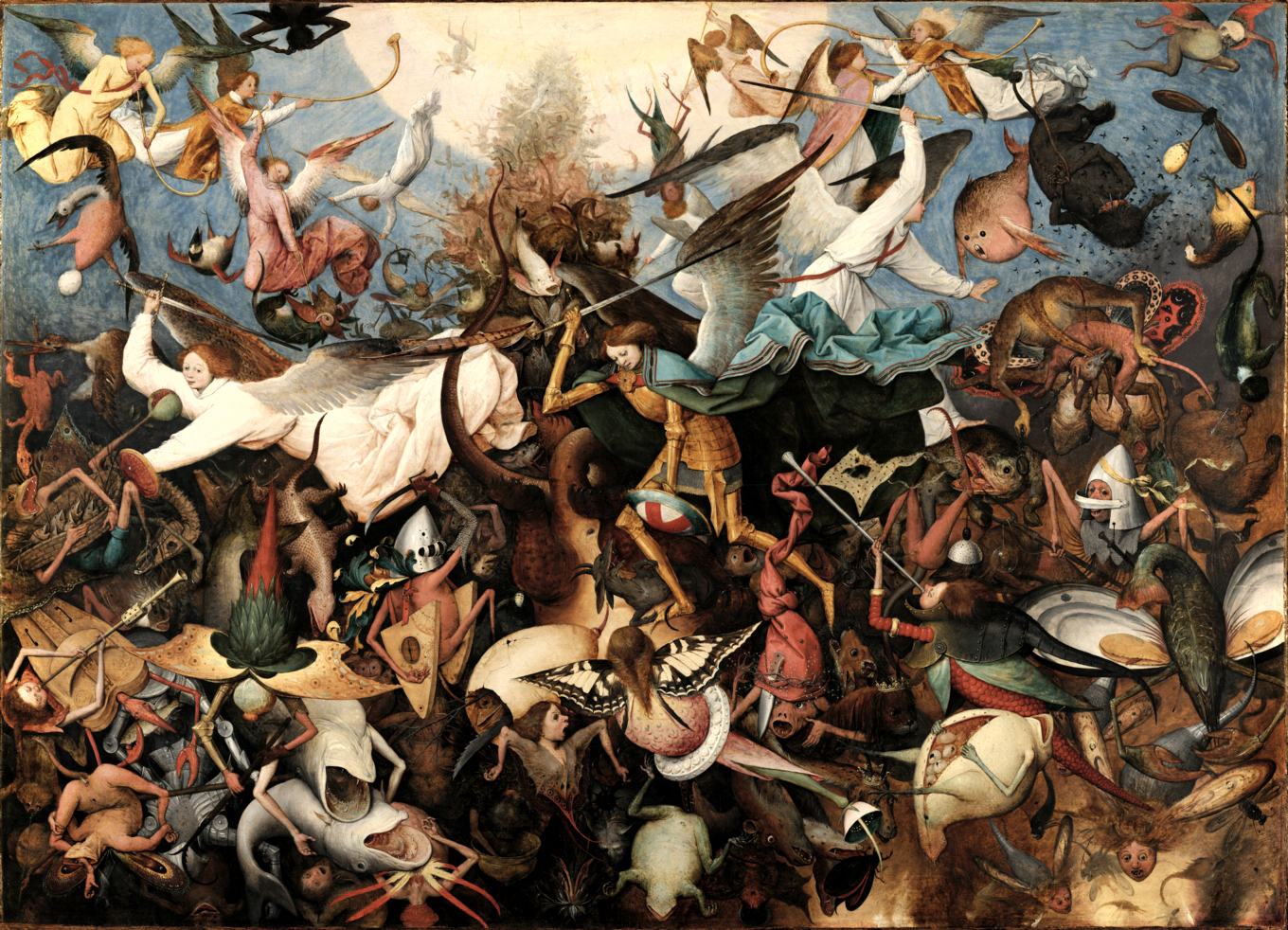
سقوط الملائكة المتمردين بريشة بيتر بروغل الأكبر رسمها في عام 1562. تصور أللوحة سقوط الملاك المتمرد لوسيفر. الآن ضمن مجموعة المتاحف الملكية للفنون الجميلة في بروكسل.

في اللغة الإنجليزية، يُستخدم الاسم "لوسيفر" غالبًا كاسم للشيطان في اللاهوت المسيحي. وقد ظهر في نسخة الملك جيمس من الكتاب المقدس في سفر إشعياء.

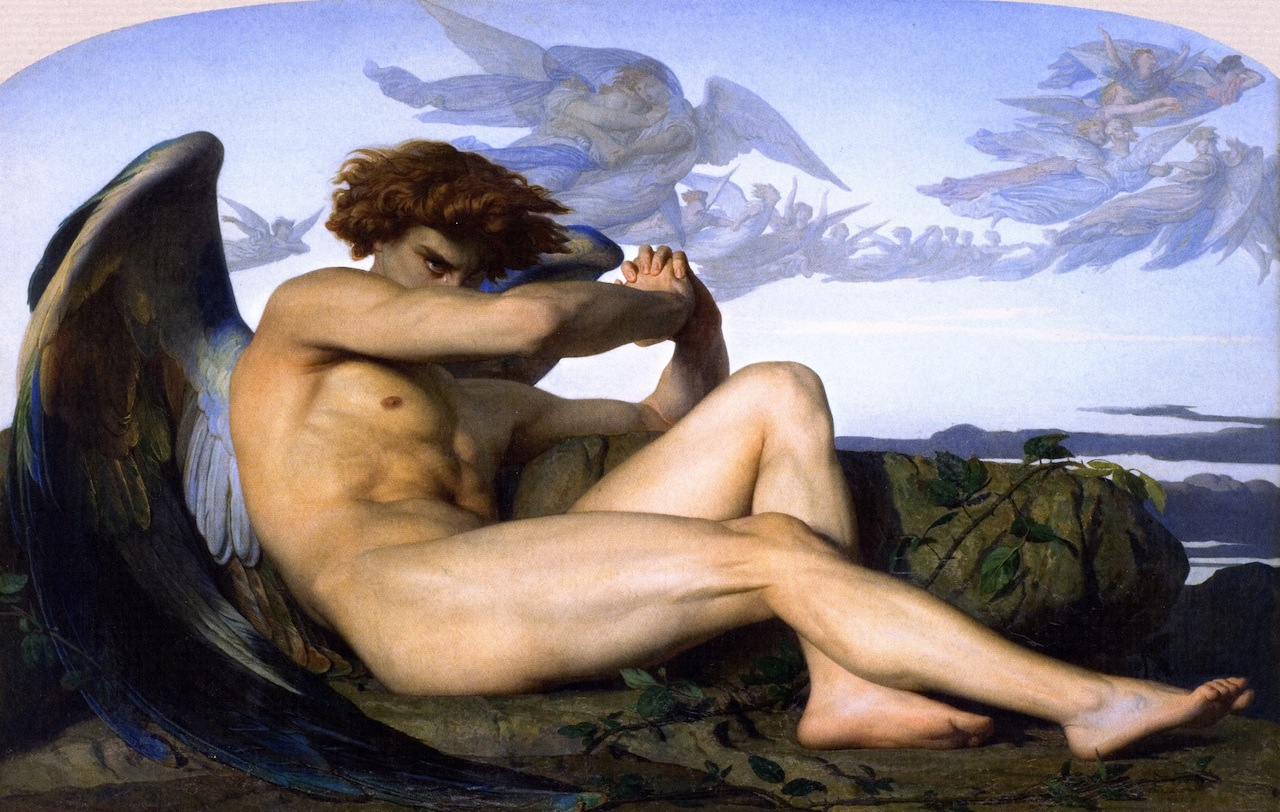
الملاك الساقطُ بريشة الفنان الفرنسي الكسندر كابانيل رسمها سنة 1847. يصور العمل «لوسيفر» الملاك الساقط لحظة طرده من الجنة بعد التمرد الذي قاده. أللوحة ضمن مجموعة خاصة.

## طالع أيضًا
- لوسيفرية